# Die Benny Goodman Story
Die Benny Goodman Story ist ein amerikanischer biografischer Musikfilm aus dem Jahr 1956 mit Steve Allen und Donna Reed in den Hauptrollen, der von Valentine Davies geschrieben und inszeniert und von Universal-International veröffentlicht wurde. Der Film sollte an den Universal-Hit Die Glenn Miller Story von 1954 anknüpfen und das Leben eines beliebten Bandleaders dramatisieren.

## Handlung
Der junge Benny Goodman wird von einem Musiklehrer in Chicago in klassischer Klarinette unterrichtet. Der Bandleader Kid Ory rät ihm, die Musik zu spielen, die ihm am besten gefällt. Benny beginnt seine professionelle Karriere, indem er sich der Wanderband von Ben Pollack anschließt.
Später in New York, wo seine neue Band auf wenig Gegenliebe stößt, lernt Benny den Jazzliebhaber John Hammond und dessen Schwester Alice kennen. Er wird in das prächtige Haus der Hammonds eingeladen, um Mozarts Klarinettenkonzert zu spielen. Alice befürchtet, dass er sich blamieren wird, aber sein Spiel ist makellos und Benny weiß ihre Besorgnis zu schätzen.
Bennys Auftritte in einer beliebten Samstagabendsendung im Radio bringen Fletcher Henderson dazu, einige Arrangements für ihn zu machen. An der Westküste macht der frühe Start der Radiosendung Bennys Musik bei der jüngeren Generation zu einer Sensation. Er gründet ein Quartett mit Gene Krupa am Schlagzeug, Teddy Wilson am Klavier und Lionel Hampton am Vibraphon.
Die Romanze mit dem Society-Girl Alice beunruhigt Bennys Mutter, aber als ihr Sohn in der Carnegie Hall auftritt, ist alles in Ordnung, und Mrs. Goodman lädt ihre zukünftige Schwiegertochter persönlich ein, neben ihr zu sitzen.

## Besetzung und Synchronisation
Die Benny Goodman Story wurde bei der  Berliner Synchron GmbH Wenzel Lüdecke unter der Dialogregie von Klaus von Wahl nach einem Dialogbuch von Fritz A. Koeniger synchronisiert.
| Rolle                                | Darsteller       | Synchronisation        |
| ------------------------------------ | ---------------- | ---------------------- |
| Benny Goodman                        | Steve Allen      | Paul Klinger           |
| Alice Hammond                        | Donna Reed       | Gisela Hoeter          |
| Ben Pollack                          | Ben Pollack      | Hans Emons             |
| Benny Goodman (jung)                 | Barry Truex      | Gerd Vespermann        |
| David Goodman, Bennys Vater          | Robert F. Simon  | Alfred Haase           |
| Dick Reiner                          | John McGovern    | Ernst Jacobi           |
| Dora Goodman, Bennys Mutter          | Berta Gersten    | Else Bötticher         |
| Edward „Kid“ Ory                     | Kid Ory          | Eduard Wandrey         |
| Fletcher Henderson                   | Sammy Davis Sr.  | Erich Fiedler          |
| Fred                                 | Arthur Lovejoy   | Otto Stoeckel          |
| Gene Krupa                           | Gene Krupa       | Hugo Schrader          |
| Gil Rodin                            | Dick Winslow     | Harry Wüstenhagen      |
| Harry Goodman (jung)                 | John Erman       | Wolfgang Condrus       |
| Harry Goodman, Bennys Bruder         | Shepard Menken   | Klaus Miedel           |
| Jake Primo                           | George Givot     | Wolf Martini           |
| John Hammond Jr.                     | Herbert Anderson | Friedrich Schoenfelder |
| Lionel Hampton                       | Lionel Hampton   | Friedrich Joloff       |
| Mr. Clark, Manager des Elitch Garden | Jack Lomas       | Horst Niendorf         |
| Mr. Stewart                          | Charles Tannen   | Dietrich Frauboes      |
| Murph Podolsky                       | Jack Kruschen    | Bruno W. Pantel        |
| Prof. Franz Schoepp                  | Fred Essler      | Robert Klupp           |
| Sammy                                | Ben Welden       | Stanislav Ledinek      |
| Teddy Wilson                         | Teddy Wilson     | Alexander Welbat       |
| Trompeter – Basement Jam Session     | Buck Clayton     | Gerd Duwner            |

## Produktion
Benny Goodman hat den Großteil der Klarinettenmusik für den Soundtrack eingespielt – mit Ausnahme der Eröffnungsszenen, in denen der jugendliche Goodman beim Üben zu sehen ist. Goodman war zu diesem Zeitpunkt bereits so versiert, dass er den Klang eines Amateurklarinettisten nicht mehr reproduzieren konnte. Der Star des Films, Steve Allen, war selbst Pianist, hatte aber nie Klarinette gespielt, und die quietschenden Versuche eines Anfängers waren die einzigen Töne, die Allen auf einer Klarinette erzeugen konnte. So wurde die Klarinette, die in den ersten Szenen des Films zu hören ist, von Steve Allen gespielt.
Viele von Goodmans Zeitgenossen traten in diesem Film auf. Ziggy Elman erschien zwar auf der Leinwand und spielte sein Trompetensolo in „And the Angels Sing“, war aber nicht mehr in der Lage, seinen Part für den Soundtrack aufzunehmen; Manny Klein spielte ihn hinter der Kamera. Red Macks Auftritt im Film wird ebenfalls von Alvin Alcorn gespielt.
Fletcher Henderson wird von Sammy Davis Sr. gespielt, dem Vater von Sammy Davis Jr.
Der Talentsucher John Hammond war unzufrieden mit der Art und Weise, wie er und der Rest der Familie Hammond, einschließlich seiner Schwester Alice, in dem Film dargestellt wurden. Er erhob Einspruch, und in der nächsten Fassung des Drehbuchs wurde seine Figur vollständig gestrichen und alle seine Handlungen einer anderen Figur, Willard Alexander, Goodmans Manager, übertragen. Hammond erhob noch heftigere Einwände und wies darauf hin, dass Willard Alexander unter anderem nicht die Party in der Hammond-Villa organisiert hatte, auf der Goodman zum ersten Mal öffentlich Mozart spielte, und dass er Alice nicht mit Benny bekannt gemacht hatte. Schließlich willigte Hammond widerwillig ein, seine Rolle in dem Film aufzugeben, obwohl er auf 50.000 Dollar geklagt hatte, weil er seiner Meinung nach in einer wenig schmeichelhaften Weise dargestellt worden war.

## Veröffentlichung
Die Benny Goodman Story wurde in den Vereinigten Staaten am 2. Februar 1956 in Chicago uraufgeführt. in der Bundesrepublik Deutschland lief der Film ab dem 27. März 1956 in den Kinos und wurde am 14. Dezember 1967 erstmals in der ARD im Fernsehen gezeigt. In der DDR wurde er am 21. Mai 1977 auf DFF 1 gezeigt.

## Kritiken
Bosley Crowther von der New York Times schrieb: „Es ist diese Musik, die in Hülle und Fülle und im echten Goodman-Stil dargeboten wird, die den Film ‚The Benny Goodman Story‘ überhaupt sehenswert macht“.